# Houeillès
Houeillès település Franciaországban, Lot-et-Garonne megyében. Lakosainak száma 550 fő (2022. január 1.). Houeillès Allons, Boussès, Fargues-sur-Ourbise, Pompogne, Sauméjan és Lubbon községekkel határos.

## Népesség
A település népességének változása:
| Lakosok száma | 744  | 708  | 634  | 640  | 578  | 577  | 569  | 556  | 550  | 550  |
|               | 1968 | 1982 | 1990 | 2006 | 2013 | 2015 | 2017 | 2019 | 2020 | 2022 |